# Ленинский (Брестская область)
Ленинский (бел. Ле́нінскі) — агрогородок в Жабинковском районе Брестской области Беларуси. Центр Ленинского сельсовета. Население — 1966 человек (2019).

## География
Посёлок находится в 7 км к юго-востоку от Жабинки и в 17 км к юго-западу от Кобрина близ границы с Кобринским районом. Через посёлок проходит автомагистраль М1. Местность принадлежит бассейну Вислы, вокруг посёлка — сеть мелиоративных каналов со стоком в реки Тростяница и Мухавец.

## История
Исторически поселение носило название Отечизна. Упоминается в документах Великого княжества Литовского со второй половины XVII века, как двор шляхетского рода Федюшко. С XVIII века имение принадлежало Секлуцким, а затем перешло к роду князей Бельских, которые владели им вплоть до 1939 года.
Примерно в начале последней четверти XVIII века Бельские заложили здесь дворянскую усадьбу.
После третьего раздела Речи Посполитой (1795 год) в составе Российской империи, с 1801 года Отечизна принадлежала Кобринскому уезду Гродненской губернии.
В середине XIX века именем владела Евгения Бельская, в конце XIX века — Ксаверий Бельский. Ксаверий перестроил и расширил усадьбу, в 1910 году был перепланирован парк.
Согласно Рижскому мирному договору (1921) поселение вошло в состав межвоенной Польши, где принадлежала Кобринскому повету Полесского воеводства. Последним владельцем имения Отечизна был Эдвард Бельский. С 1939 года — в составе БССР.
В период Великой Отечественной войны посёлок был под оккупацией с июня 1941 года по июль 1944 года. 62 жителя посёлка погибли во время войны. В 1966 году на их могиле воздвигли обелиск.
Посёлок начал застраиваться в 1968 году возле шоссе Москва—Брест. В 1970 году получил название Ленинский в честь В. И. Ленина. В 1970 году к посёлку присоединена деревня Отячизна. С 21 января 1971 года центр сельсовета.
Усадьба Бельских сильно пострадала в обе мировые войны, усадебный дом не сохранился.

## Население
В 2009 году согласно переписи населения в посёлке проживало 1705 человек (2009). В 2019 году — 1966 человек.

## Достопримечательности
- Усадьба Бельских «Отечизна» (XVIII—XX век). От бывшей усадьбы сохранились только здания винокурни и склада (начало XX века) и фрагменты парка.
- Отечизненский дуб-волат — ботанический памятник природы республиканского.[12]

### Памятник, скульптура
- Памятник на могиле жертв фашизма.
- Памятник хлебу (2025)[13].